# Сороцьке джерело
Сороцьке джерело — гідрологічна пам'ятка природи місцевого значення в Україні. Розташоване на території Тернопільського району Тернопільської області, в селі Сороцьке.
Площа — 0,02 га, статус отриманий у 1994 році Рішення Тернопільської обласної ради від 18.03.1994 року.

## Світлини

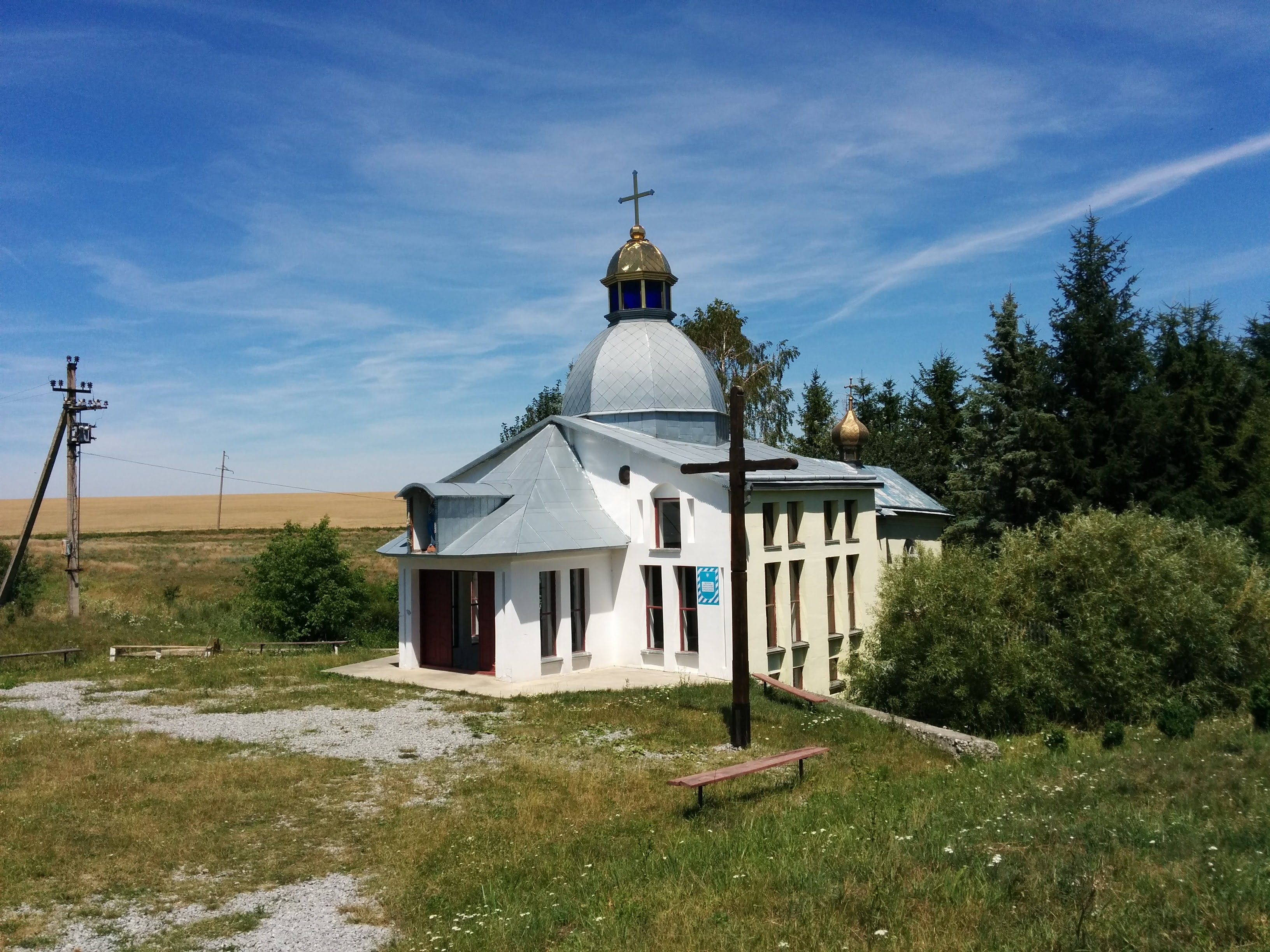
Капличка над джерелом
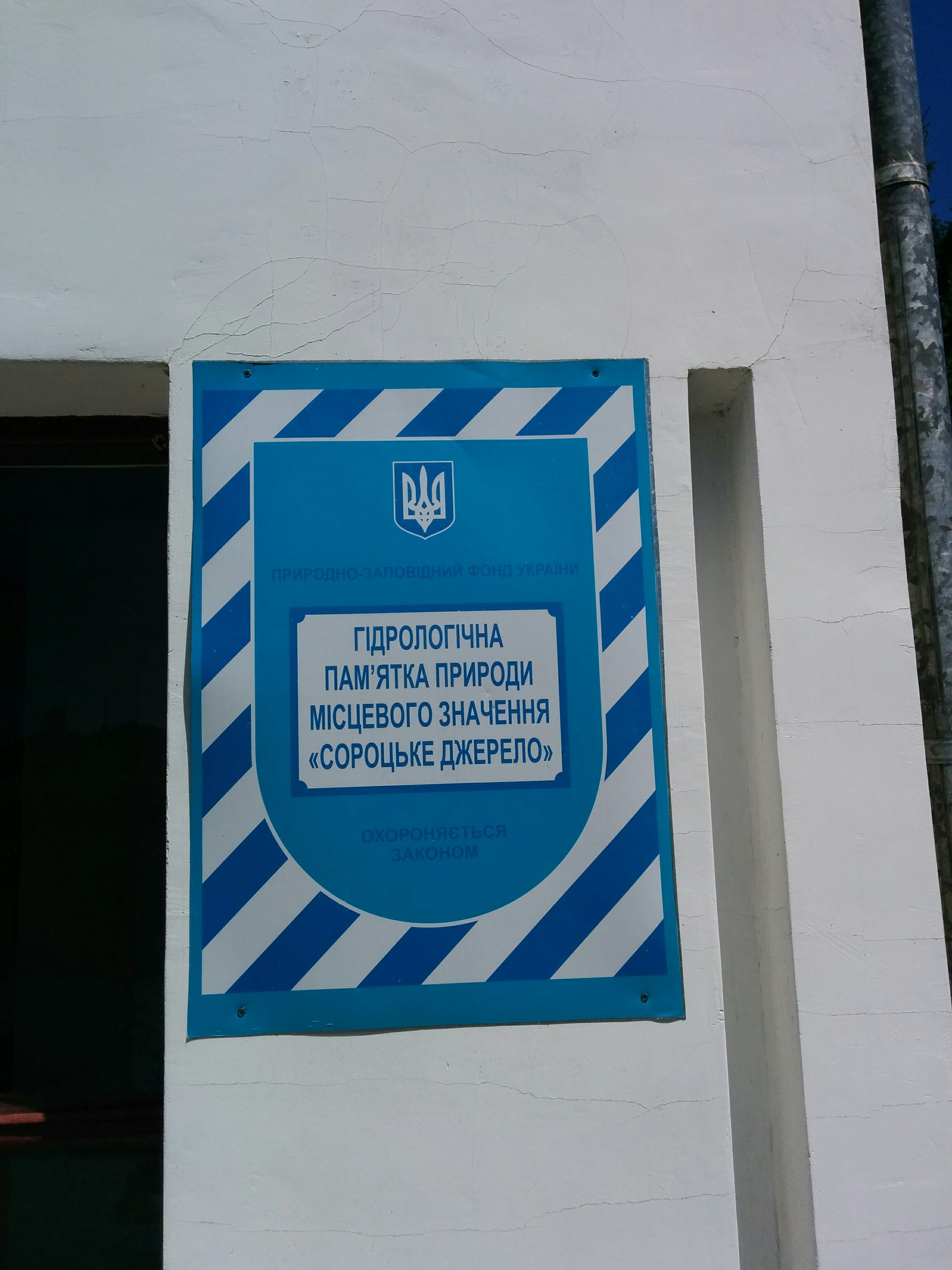
Охоронна табличка
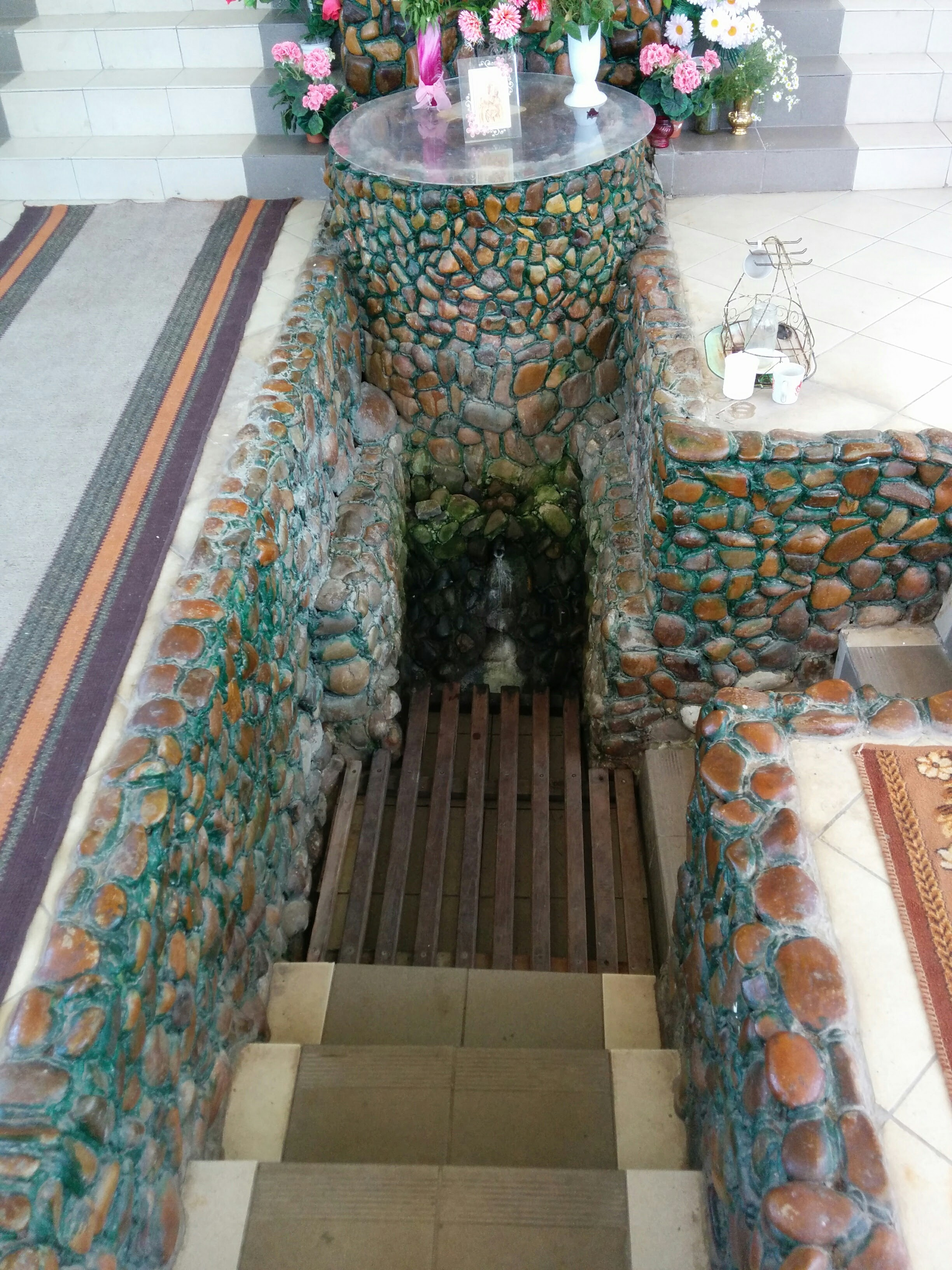
Джерело